# Zachte houtwormkever
De zachte houtwormkever (Ernobius mollis) is een keversoort uit de familie klopkevers (Anobiidae). De wetenschappelijke naam van de soort werd in 1758 als Dermestes mollis gepubliceerd door Carl Linnaeus.